# Port lotniczy St. Peter-Ording
Port lotniczy St. Peter-Ording (IATA: PSH, ICAO: EDXO) – port lotniczy położony 3 km na wschód od Sankt Peter-Ording, w kraju związkowym Szlezwik-Holsztyn, w Niemczech.